# 蔵本敬充
蔵本 敬充（くらもと たかみつ、1974年4月5日 - ）は、日本のモデル、俳優。岐阜県出身。インディゴ所属。
実兄の蔵本雅由は元社会人野球選手。実弟の英智は元プロ野球選手（中日ドラゴンズ所属）。雅由と英智は共に岐阜県立岐阜商業高等学校と名城大学出身であるが、敬充は豊川高等学校と法政大学へ進学している。法政大学在学時には野球部に所属していた。

## 出演CM
- キヤノン iVIS HV20「フラダンス」篇（2006年）[3]
- 日産自動車 NOTE「親子で洗車」篇（2007年）[4]
- サントリー
- 日本マクドナルド
- NTTドコモ